# Dilbert

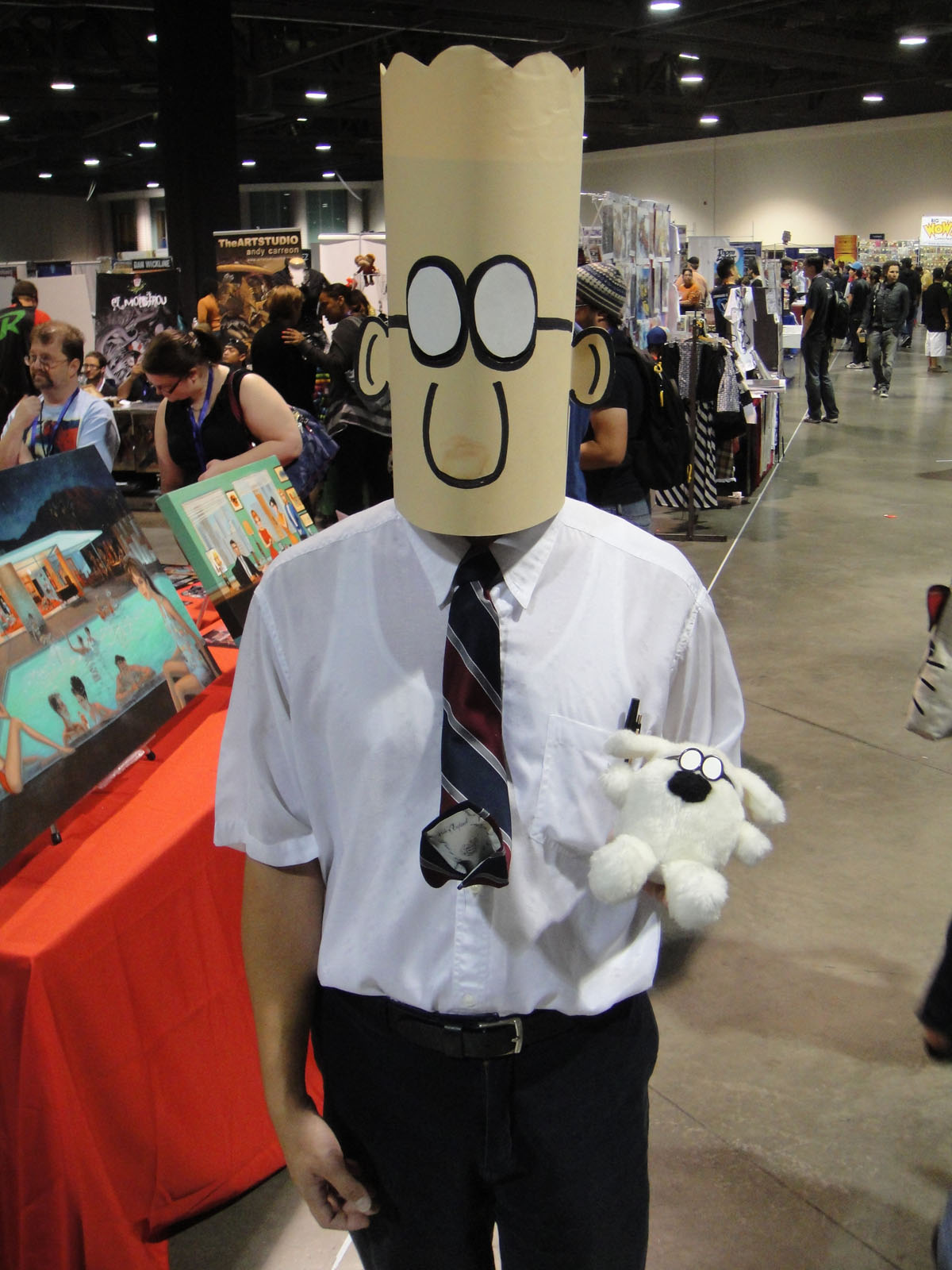
Dilbertnek öltözött rajongó egy rendezvényen

Dilbert szatirikus amerikai képregénysorozat egy Dilbert nevű mérnökről. Fő témája az irodai környezet, a nagyvállalati lét, a bürokrácia, illetve a mérnöksztereotípiák kifigurázása.
A sorozat 1989 óta fut, nagy népszerűségnek örvend és több díjat is nyert. 65 ország 2000 lapjában jelenik meg rendszeresen, de szerzője, Scott Adams, több könyv formájában is megjelentette, valamint egy kevésbé sikeres rajzfilmsorozat is készült belőle.

## Szereplők

### Dilbert
Dilbert egy menthetetlenül technikai beállítottságú villamosmérnök. Rendszerint fehér ingben látható, egy piros-fekete csíkos nyakkendővel, ami mindig rosszul áll. Dilbertnél gyakran visszatérő téma a randevúzás, ami kivétel nélkül rosszul sül el.
Dilbert egy közelebbről nem definiált műszaki cégnél dolgozik fejlesztőként, naphosszat vagy irodai fülkéjében ül, vagy értelmetlen értekezleteken.

### Főnök
Az elsődleges humorforrás Dilbert közvetlen főnöke. Egy középkorú, kopaszodó középvezető, aki tökéletesen inkompetens, etikátlan, önimádó figura. Rendszerint a leghalványabb elképzelése sincs arról, hogy mit kér az embereitől.
A valódi nevét sosem említik, de Phil testvére.

### Wally
Dilbert egyik munkatársa. Idősebb, végletekig cinikus, lusta, unott mérnök. Kövér, kopasz és szinte mindig kávé van a kezében, amivel némileg ellensúlyozni tudja a látszatot, hogy nem csinál semmit.

### Alice
Dilbert egyik munkatársa. Egyike azon keveseknek, akik értenek is ahhoz, amit csinálnak, ami krónikus túlterheléssel és idegességgel jár. Alicenak jellegzetes háromszögletű haja van, és igen hamar eljár a keze.

### Dogbert
Dilbert kutyája. Lévén egy géniusz számos befolyásos pozícióban megjelenik. Nem titkolt célja a világuralom. Minden cinizmusa ellenére szereti Dilbertet.

### Asok
Indiai származású gyakornok. Magasan képzett, rendkívül intelligens mérnök, bizonyos misztikus képességekkel is rendelkezik, ennek ellenére mellőzött, naiv és általában ő a bűnbak. Wally mentorálja.

### Carol
Embergyűlölő titkárnő.

### Catbert
Macskaszerű személyzetis. Élvezi kínozni az alkalmazottakat.

### Ratbert
Emberszerű patkány. Együgyű, optimista lény, akiről mindenki tudja, hogy csak egy rágcsáló, ezért a legalantasabb munkákat bízzák rá, de őt ez nem zavarja.

### Phil
Phil az elégtelen fény fejedelme. Szarvas, piros ördögfigura, aki akkor bukkan fel, ha valaki kisebb bűnt követett el, pl. nem töltötte fel a kávéfőzőt, és kisebb büntetéseket szab ki (pl. ebéd kollégákkal a könyvelésről). A sötétség fejedelmével ellentétben villa helyett merőkanalat hordoz.

### A szemetes
A világ legokosabb szemetese. Dilbert általában épp a szemetes ürítése közben találkozik vele. Nincs az a probléma, amit ne tudna megválaszolni függetlenül attól, hogy filozófia, vagy tudományos kérdésről legyen szó.

### Bob
Bob egy dinoszaurusz. Dilbert kiszámította, hogy a dinoszauruszok nem halhattak ki, és erre talált is egyet a kanapé mögött. Bob COBOL programozó, de a dolga a kollégák megtréfálása.

### Ted, az általános fickó
Ted egy teljesen általános ember. Ő az, akit mindig kirúgnak.

### Mordac, a számítástechnikai ellenző
A rendszergazda, aki igyekszik megakadályozni a munkavégzést.

## Magyarul
- A Dilbert-elv; ford. Klein Balázs; SHL, Bp., 2001
- Hogyan vágjunk fapofát, ha a főnök megszólal; ford. Bánföldi Tibor; Nyitott Könyvműhely, Bp., 2008 (Dilbert könyvek)
- Dilbert munkahelyi túlélőkönyve. Küldemények a kalickák világából; ford. Bánföldi Tibor; Nyitott Könyvműhely, Bp., 2008 (Dilbert-könyvek)
- Ha már a testbeszéd sem működik; ford. Bánföldi Tibor; Nyitott Könyvműhely, Bp., 2008 (Dilbert-könyvek)
- A munka öröme. Dilbert útmutatója a munkahelyi boldogsághoz; ford. Szakács Gergely; Nyitott Könyvműhely, Bp., 2009
- A Dilbert-elv. Főnökök, értekezletek, vezetői szeszélyek, avagy a munkaerőpiac nyomorúsága alulnézetből; ford. Szakács Gergely; Nyitott Könyvműhely, Bp., 2010